# 神鞭知常
神鞭 知常（こうむち ともつね、1848年9月1日〈嘉永元年8月4日〉 - 1905年〈明治38年〉6月21日）は、日本の官僚、政治家。位階は正五位。文官高等試験委員長、臨時政務調査委員、法制局長官などを歴任。大日本協会、国民同盟会、対露同志会などの組織結成に参加した。

## 経歴
- 嘉永元年（1848年）に商人の鞭重蔵の長男・重太郎（のち泰太郎）として京都府の与謝野町石川に生まれる。
- 安政元年に一家で京に移り、安政6年に呉服商の丁稚となる[1]。
- 元治元年、蘭医・新宮涼閣の許で働きながら蘭学を学び、神山鳳陽に就いて漢学を修め塾頭になったが、 父を助けて生糸店に勤める[1]。幕末に聡明さを買われ、宮津藩主に抜擢され江戸に出る。
- 明治2年（1869年）2月に郷里石川村の神宮寺の別当となり、旧慣に従って寺号を姓に冠して「神宮寺鞭」を名乗る（「神鞭の姓は、それを略したとも、恩師・神山の一字をとったとも言われる）[1]。同年8月に宮津藩の宣教掛となる。
- 明治3年（1870年）1月に準権大属となるも東京出張を機に同年7月に辞職した。英語を何礼之から学び、翌年から本間七郎の勧学義塾で学ぶ[1]。
- 明治5年（1872年）、星亨よりウィリアム・ブラックストンの『英国法律全書』の翻訳校正を依頼され、星家に寄宿し、翌年、横浜税関次長となった星に従い、大蔵省租税寮十一等出仕[1]。
- 明治7年（1874年）、宮津藩出身で内務省勧業寮権頭となっていた河瀬秀治の引きで内務省勧業寮に転じ、翌年アメリカ合衆国に出張[1]。この異動は、日米貿易拡張の任に当たる適任者を探していた富田鉄之助の要請によるとされる[2]。
- 明治9年（1876年）3月～翌年の明治10年（1877年）まで、フィラデルフィア博覧会御用掛をつとめる。速水堅曹らと精力的に企業視察などをしていたが[2]、博覧会の日本副総裁を務めていた西郷従道と宴席で口論となり、酒を浴びせてニューヨークに戻るなどし、交代帰朝命令が出る[1]。その間の5月に内務省勤務となる。
- 明治10年に帰国して内務省一等属出仕[1]。
- 明治12年（1879年）に、大蔵省に転じた河瀬に従い、再び大蔵省勤務となる。ともに、商務局勤務となる。
- 明治14年（1881年）に横浜正金銀行管理掛、同年4月に農商務権少書記官、8月に大蔵少書記官、同月から12月まで再び、農商務権少書記官、10月に書記局兼議案局勤務となる。
- 明治15年（1882年）9月に参事院員外議官補となる。
- 明治17年（1884年）2月に租税局、同年6月に主税局本部勤務となる。主税局次長を最後に明治20年非職となり、明治23年に退官[1]。
- 明治23年（1890年）～明治27年（1894年）まで衆議院議員をつとめる。第1回総選挙で京都府から当選。
- 明治29年（1896年）～明治30年（1897年）10月までに内閣法制局長官兼内閣恩給局長をつとめた。これは高橋健三の内閣書記官長就任とともに第2次松方内閣による民間からの登用であったが、松方の弱腰に抗議して高橋ともども辞職[1]。
- 明治31年（1898年）7月の第1次大隈内閣成立により再び法制局長官となったが、同年11月の内閣瓦解により辞任[1]。
- 明治31年8月～明治35年（1902年）8月までと、明治36年（1903年）3月～明治38年（1905年）6月まで再び衆議院議員をつとめた。
- 明治36年、対露同志会を組織し委員長となり、翌年4月視察のため渡韓したが、吐血し帰国、入院するも6月21日に死去[1]。墓所は青山霊園。

## 栄典
- 1884年（明治17年）6月30日 - 正六位[3]
- 1889年（明治22年）11月29日 - 大日本帝国憲法発布記念章[4]
- 1896年（明治29年）10月10日 - 正五位[5]

## 家族
鞭氏のいわれとしては、麻呂子皇子の丹後征討 (大江山#鬼退治伝説)の際、皇子より薬師の仏像とナンテンの鞭を下賜され、以来鞭氏を称しナンテンを紋にした家系の末裔という話を伝承としている。
- 父・鞭重蔵 ‐ 宮津のちりめん商。鞭家９代目。事業に失敗し、安政元年に家族で京都に転居。[1]
- 弟・鞭政三郎 ‐ 兄が寺の別当となり寺号をつけた「神宮寺鞭」姓の新家をたてたため、鞭家を継ぐ[1]。
- 妻・マキ子(1862年生) ‐ 古河藩士・来次伝四郎の四女で、富田鉄之助夫妻、星亨夫妻の媒酌により明治18年結婚[1][2]。伝四郎は藩主・土井家の家令で維新後も土井利与の御側役を務めた[6]。来次家の養子となった来次六雄（1883年生）は秋山徳蔵同様フランスで学んだ宮内省大膳寮の主膳監[7][8]。
- 長男 神鞭常孝（大蔵官僚）
- 娘・賤香 ‐  山座円次郎（外交官）の妻[9]。才色兼備で結婚申し込みが殺到し、知常は「洋学を修めた陶淵明」でなければ嫁にやらないと答えたという逸話がある[1]。夫没後、朝香宮鳩彦王妃允子内親王の御用係を務めた[10]。
- 娘・賤枝（1891年生） ‐ 日比谷新次郎（富士紡績会長）の妻。舅は日比谷平左衛門。[9]